# Cris Horwang
Celine Horwang (tiếng Thái: ศิริน หอวัง, RTGS: Sirin Howang, sinh ngày 5 tháng 7 năm 1980), nghệ danh: Cris Horwang (คริส หอวัง), biệt danh Cris, là nữ diễn viên, người mẫu, vũ công người Thái Lan. Năm 2009, cô nổi tiếng khi thủ vai chính trong Bangkok Traffic (Love) Story.

## Tiểu sử
Cris sinh ngày 5 tháng 7 năm 1980 tại Băng Cốc, Thái Lan. Cô bắt đầu sự nghiệp từ năm 14 tuổi trong ngành quảng cáo, theo học Trường Quốc tế Ruamrudee và học múa tại Trường Nghệ thuật Aree, Băng Cốc. Cô đi du học Mỹ và tốt nghiệp Cử nhân Trường Nghệ thuật Biểu diễn Walnut Hill, Boston, sau đó tiếp tục học ba lê nâng cao tại Học viện Nghệ thuật California. Hoàn thành khoá học, cô quay về làm giáo viên khiêu vũ tại trường Quốc tế Bangkok (ISB) và DJ cho đài Fat Radio. Vai diễn đột phá của cô là trong Bangkok Traffic (Love) Story, phim có doanh thu hơn 100 triệu THB và giành nhiều giải thưởng.